# Fúrio Mécio Graco
Fúrio Mécio Graco (em latim: Furius Maecius Gracchus) foi oficial romano do século IV, ativo durante o reinado dos imperadores Constante I (r. 337–350) e Constâncio II (r. 337–361). Filho de Cetego e talvez parente de Marco Mécio Mêmio Fúrio Babúrio Ceciliano Plácido e Árrio Mécio Graco, talvez pode ser associado ao prefeito urbano de Roma Graco. Homem claríssimo, antes de 350/352 foi corretor de Flamínia e Piceno.